# Perelandra (boek)
Perelandra of Reis naar Venus is het tweede boek uit de Ruimte-trilogie van de Britse schrijver C.S. Lewis. Het verhaal werd oorspronkelijk als Perelandra (1943) uitgegeven, en later ook als Voyage to Venus (1953); in het Nederlands werd het eerst uitgegeven als Reis naar Venus (1961) en in 2006 eveneens als Perelandra. Het boek wordt voorafgegaan door Malacandra en de trilogie wordt afgesloten met Thulcandra.

## Verhaal
Ransom krijgt van de Oyarsa van Malacandra de opdracht om naar Perelandra (Venus) te reizen. Ransom zal in een witte, op ijs lijkende kist naar de jonge planeet worden gebracht. De schrijver heeft de taak de kist af te sluiten en een jaar later terug te komen bij Ransoms terugkomst, waarna Ransom zijn avonturen aan de schrijver en Humphrey vertelt. 
Ransom komt op Perelandra in de oceaan terecht, waarna hij met veel moeite op een drijvend eiland aan land komt. De hele planeet bestaat, naar hem blijkt, geheel uit water met drijvende eilanden - maar er bevindt zich, zo blijkt later, één vast eiland. Na verschillende dagen op de eilanden (waarin hij leert te lopen op de golvende grond), ontmoet hij de Groene Vrouw, de 'Eva' van het eerste mensenpaar van Perelandra. Op datzelfde moment landt per ruimteschip zijn rivaal Weston, wiens ziel is verkocht aan de Oyarsa van de Aarde - de Satan. Ransom komt verschrikt tot de conclusie dat de Oyarsa hem naar Perelandra heeft gestuurd om een nieuwe zondeval te voorkomen. In verschillende gesprekken en monologen probeert enerzijds de in Westons lichaam huizende Satan de Vrouw te verleiden tot ongehoorzaamheid, en anderzijds Ransom haar over te halen tot geloof en standvastigheid. De Groene Vrouw wordt daarin onder andere voor de vraag gesteld waarom het voor haar verboden is om op het vasteland te overnachten. Ransom wil koste wat het kost voorkomen dat de Satan de Groene Vrouw misleidt.

## Achtergronden
Perelandra is bovennatuurlijker en daarmee minder wetenschappelijk dan het eerste boek uit de trilogie, Malacandra, wat onder meer te zien is aan de ruimteschepen. Waar Ransom in het eerste boek nog in een door wetenschappers vervaardigd ruimteschip zijn reis naar Mars maakte, reist hij in het tweede deel in een kristallen kist die door engelen wordt voortbewogen. In The Notion Club Papers van J.R.R. Tolkien, waarin het boek kort wordt besproken, noemt een van de clubleden dit ongeloofwaardig. Dat Lewis het toch deed, houdt wellicht verband met het grotere theologisch perspectief waarin het verhaal zich afspeelt. Hierdoor is Perelandra meer poëzie (poëtisch) dan sciencefiction (wetenschappelijk) te noemen.
C.S. Lewis had al een beeld van een planeet met drijvende eilanden op een oceaan vóórdat hij Perelandra schreef. Net als bij de Kronieken van Narnia kwam zijn verhaal op naar aanleiding van een beeld, waarin hij de hoofdpersoon een geschikte plaats kon geven. De moraal in het verhaal ontstond zo als bijproduct van zijn fantasie. Het boek begint op een bijzondere manier: vanuit het ik-perspectief schrijft Lewis over een ontmoeting met Ransom. Vanuit ditzelfde perspectief was hij in Malacandra met het laatste hoofdstuk geëindigd. Hieruit blijkt het hele verhaal een navertelling te zijn van wat Ransom heeft meegemaakt en aan de ik-persoon heeft verteld. Deze vorm is niet ongebruikelijk in de middeleeuwse literatuur (onder andere Geoffrey Chaucer en William Langland maakten hier al gebruik van), maar Lewis' vorm hier is meer verwant aan het victoriaanse gebruik, zoals Henry Rider Haggard in She - A History of Adventure (1887). Lewis' ik-persoon is niet helemaal te vergelijken met de ik-persoon Haggard, maar veel sterker dan met de middeleeuwse ik-personen zoals Chaucer.
Het verhaal bestaat voor een belangrijk deel uit een variant op het Bijbelse verhaal in Genesis 3, waarin de duivel Eva verleidt van de verboden vrucht te eten. Het vaste eiland, dat als parallel voor de verboden vrucht wordt gebruikt, vormt een contrast met de drijvende eilanden. Volgens Lewis is dat niet bedoeld als symbool voor stabiliteit tegenover instabiliteit, maar meer als het 'zelf de controle in de hand willen houden' versus het afstand nemen daarvan.
Met Perelandra heeft Lewis waarschijnlijk voortgeborduurd op A Preface to Paradise Lost (1942), een boek over het tien boeken tellende gedicht Paradise Lost (1667) van John Milton, dat Lewis een jaar ervoor uitbracht. Het verhaal vertoont gelijkenissen met De Worm Ouroboros (1922) van Eric Rucker Eddison, op dezelfde manier als Malacandra overeenkomsten vertoont met A Voyage to Arcturus. Beide werken vertonen mediëvistieke en victoriaanse kenmerken.
De hiërarchie in Perelandra ligt net iets anders dan in Malacandra, maar vertoont nog steeds de overeenkomsten met de Bijbelse 'rangorde':

The Old One - God
Maleldil (the Young the King) - Jezus
Eldila - engelen
De Groene Vrouw of Vrouwe (en haar man) - Eva (en Adam)
Dieren
Humphrey, met wie Lewis aan het begin van het boek Ransom opwacht, was de bijnaam van Robert Havard, die samen met Tolkien en Lewis lid was van de Inklings.